# Elon Musk
Elon Reeve Musk  (Pretoria, 28. lipnja 1971.) južnoafrički je investitor, inženjer, i izumitelj.
Osnivač je, glavni izvršni direktor i glavni tehnološki suradnik SpaceX-a; suosnivač, investitor, izvršni direktor i arhitekt proizvoda Tesla Inc.; supredsjedatelj OpenAI; osnivač i glavni izvršni direktor Neuralink-a i osnivač The Boring Company (2016). Musk je također suosnivač i bivši predsjednik SolarCity-ja, suosnivač Zip2 i osnivač X.com, koji se spojio s Confinity i uzeo ime PayPal. 
Od listopada 2017., Muskovo se bogatstvo procjenjuje na neto iznos od 20,8 milijardi dolara, čime je u 2017. prema "Forbes 400" postao 21. najbogatija osoba u SAD-u. Od ožujka 2016., na popisu je Forbesa kao 80. najbogatija osoba na svijetu. U prosincu 2016., Musk je bio na 21. mjestu na Forbeseovom popisu najmoćnijih ljudi na svijetu.
Musk je izjavio da se ciljevi SolarCitya, Tesle i SpaceX-a okreću oko njegove vizije da mijenja svijet i čovječanstvo. Njegovi ciljevi uključuje smanjenje globalnog zatopljenja kroz održivu proizvodnju i potrošnju energije i smanjenje "rizika ljudskog istrebljenja" širenjem ljudske rase na druge planete, uspostavom ljudske kolonije na Marsu.
Pored svojih primarnih poslovnih pothvata, predvidio je transportni sustav velike brzine poznat kao Hyperloop i predložio zrakoplov s vertikalnim uzlijetanjem i slijetanjem i nadzvučni jet zrakoplov s električnom turbinom, poznat kao ''Musk electric jet''.

## Rani život

### Rano djetinjstvo
Musk je rođen 28. lipnja 1971. u Pretoriji (Transvaal, Južna Afrika), kao sin Maye Musk (Haldeman), modela i nutricionistice iz Regine, (Saskatchewan, Kanada) te Errola Muska, južnoafričkoga inženjera elektromehanike, pilota i mornara. Ima mlađeg brata Kimbala (rođen 1972.) i mlađu sestru Toscu (rođena 1974).  Njegova je baka bila Britanka, a on također ima nizozemsko podrijetlo. Njegov djed po majci bio je Amerikanac iz Minnesote. Nakon što su se njegovi roditelji razveli 1980. godine, Musk je živio uglavnom sa svojim ocem u predgrađu Pretorije. Musk je izabrao živjeti s ocem dvije godine nakon što su se roditelji rastali, ali kasnije je rekao da to "nije bila dobra ideja." Kao odrasla osoba, Musk je raskinuo sve odnose s ocem.
Tijekom djetinjstva bio je strastveni čitatelj. U dobi od 10 godina razvio je zanimanje za računala s Commodore VIC-20. Proučavao je računalno programiranje u dobi od 12 godina, te prodao kod za BASIC videoigru koji je stvorio pod nazivom Blastar, časopisu nazvanom "PC i Office Technology" za oko 500 dolara. Web verzija igre dostupna je online.
U djetinjstvu je čitao seriju knjiga Isaaca Asimova iz koje je izveo pouku da "trebate pokušati poduzeti niz akcija koje će vjerojatno produžiti civilizaciju, minimizirati vjerojatnost tamnog doba i smanjenje duljine tamne dobi ako se dogodi. "
Musk je bio teško zlostavljan tijekom djetinjstva i bio je jednom hospitaliziran kada ga je skupina dječaka bacila niz stepenice, a zatim ga tukli sve dok nije izgubio svijest.
U početku je bio obrazovan u privatnim školama na engleskom govornom području kao Waterkloof House Preparatory School. Musk je kasnije završio Pretoria Boys High School i preselio se u Kanadu u lipnju 1989., neposredno prije 18. rođendana. nakon što je stekao kanadsko državljanstvo preko svoje kanadske majke.

### Obrazovanje
U dobi od 17 godina, Musk je bio prihvaćen na Queen's University u Kingstonu u Ontariju za dodiplomske studije. 1992. godine, nakon što je proveo dvije godine na Queen's Universityu, Musk je prešao u Sveučilište u Pennsylvaniji, gdje je u svibnju 1997. godine stekao Bachelor of Science iz fizike na Fakultetu umjetnosti i znanosti u Pennsylvaniji i magisterij iz ekonomije na Wharton School of Business. Musk je produžio studij na godinu dana kako bi završio još jedan stupanj prvostupnika. Dok je bio na Sveučilištu u Pennsylvaniji, Musk i student Penn Adeo Ressi unajmili su 10-sobnu sobu bratstva, koristeći ju kao neslužbeni noćni klub.
Godine 1995., s 24 godine, Musk se preselio u Kaliforniju da započne doktorat iz primijenjene fizike i znanosti o materijalima na Svečilištu Stanford, ali je napustio program nakon dva dana da nastavi svoje poduzetničke aspiracije u područja interneta, obnovljivih izvora energije i svemira. U 2002., postao je američki državljanin.

## Karijera

### Zip2
Godine 1995. Musk i njegov brat Kimbal osnovali su web softversku tvrtku Zip2, s 28 000 dolara, novcem svog oca Errola Muska. Tvrtka je napredovala i uspjeli su dobiti ugovore s New York Timesom i Chicago Tribuneom. Tvrtka Compaq kupila je Zip2 za 307 milijuna dolara u gotovini, te 34 milijuna u burzovnim opcijama u veljači 1999. godine, Musk je dobio 7% ili 22 milijuna dolara od prodaje.

### X.com i PayPal
U ožujku 1999. godine, Musk s 10 milijuna dolara od prodaje tvrtke Zip2 sudjeluje u osnivanju X.com društva za online financijske usluge i plaćanje putem e-maila. Godinu dana kasnije, društvo se spojilo s tvrtkom Confinity, koja je imala uslugu za prijenos novca pod nazivom PayPal. Sjedinjena tvrtka usmjerena je na PayPal usluge, a preimenovana je u PayPal 2001. godine. PayPalov rani rast pogonjen je uglavnom rezultatima marketinške kampanje u kojoj su novi korisnici regrutirani kada bi primili novac putem usluge. Do kraja druge godine, PayPal je imao milijun klijenata, bez prodajne mreže i bez proračuna za oglašavanje. Musk je svrgnut u listopadu 2000. godine s pozicije glavnog izvršnog direktora (iako je ostao u odboru), zbog neslaganja s ostalim vodstvom tvrtke, posebno zbog njegove želje da presele PayPal uslugu s Unix bazirane infrastrukture na Microsoft Windows. U listopadu 2002., PayPal je preuzeo eBay za 1,5 milijardi dolara, od kojih je Musk dobio 165 milijuna dolara. Prije njegove prodaje, Musk je posjedovao 11,7% dionica PayPala.

### SpaceX
Sa 100 milijuna američkih dolara svojeg bogatstva, u lipnju 2002. godine Musk je osnovao Space Exploration Technologies, ili SpaceX. Musk je glavni izvršni direktor (CEO) i glavni tehnološki direktor (CTO) poduzeća iz Kalifornije. SpaceX razvija i proizvodi svemirske rakete s naglaskom na unapređenje stanja raketne tehnologije. Tvrtkine prve dvije lansirne rakete su: Falcon 1 i Falcon 9 raketa (po svemirskom brodu "Millenium Falcon" iz filma Zvjezdani ratovi), a njegova prva letjelica je Dragon (referenca iz animiranog filma Puff the Magic Dragon). U sedam godina, tvrtka SpaceX dizajnirala je raspon Falcon lansirnih vozila i višenamjenskih letjelica Dragon. U rujnu 2008. godine, SpaceX-a Falcon 1 raketa postala je prva privatno financirana letjelica koja je postavila satelit u Zemljinu orbitu. Dana, 25. svibnja 2012. godine, SpaceX Dragon letjelica spojila se s Međunarodnom svemirskom postajom (ISS), ostvarivši povijesni uspjeh postavši prvo trgovačko društvo koje je lansiralo i povezalo vozilo na Međunarodnou svemirskou postaju.
U 2006. godini, SpaceX je dobio ugovor s NASA-om za nastavak razvoja i ispitivanja SpaceX Falcon 9 lansirnih vozila i Dragon letjelica za prijevoz tereta na Međunarodnu svemirsku postaju. Uslijedio je i ugovor s NASA-om od 1,6 milijardi američkih dolara 23. prosinca 2008. godine, za 12 letova Falcon 9 raketa i Dragon letjelica prema svemirskoj postaji.

### Tesla Motors
U veljači 2004. godine, Musk je uložio u tvrtku Tesla i pridružio se Teslinom upravnom odboru kao njegov predsjednik. Musk je imao aktivnu ulogu u tvrtki i nadgledao je dizajn Roadster vozila na detaljnoj razini, ali nije bio duboko uključen u svakodnevno poslovanje. Nakon financijske krize u 2008. godini, Musk preuzima vodstvo tvrtke kao izvršni direktor i arhitekt proizvoda, te pozicije još uvijek drži i danas. Tvrtka Tesla Motors prvo je konstruirala električni sportski automobil Tesla Roadster, s prodajom od oko 2,500 vozila u 31 zemalja. Tesla je započela isporuku svog Model S sedana s četiri vrata 22. lipnja 2012. godine te je predstavila svoj treći proizvod model X, koji je usmjeren SUV tržištu automobila, 9. veljače 2012. godine. Lansiranje Modela X ipak je odgođeno do rujna 2015. Pored vlastitih automobila, Tesla prodaje električne pogonske sustave Daimleru za Smart EV, Mercedes B-klase na električni pogon i Mercedes A klase te Toyoti za RAV4 EV. Musk je uspio dovesti obje tvrtke kao dugoročne investitore u tvrtku Tesla.